# Greith-Haus
Das Greith-Haus ist ein Kulturhaus im Dorf St. Ulrich im Greith in der Gemeinde Sankt Martin im Sulmtal in der Steiermark.

## Geschichte
Die Idee zum Kulturhaus im St. Ulrich im Greith, das später zum Greith-Haus wurde, hatte der österreichische Autor Gerhard Roth. Mit seiner Überzeugungskraft und mit der Hilfe der Bevölkerung konnte das vom Architekten-Duo Michael Szyszkowitz und Karla Kowalski (Szyszkowitz + Kowalski) entworfene Gebäude im Mai 2000 eröffnet werden.

## Architektur
Der Innenraum ist sowohl als Ausstellungsraum als auch als Bühne für Theateraufführungen, Lesungen und Konzerte konzipiert.
- Österreichischer Bauherrenpreis 2001

## Veranstaltungen
Heute wird das Greith-Haus vom Kulturverein St. Ulrich betrieben, der neben regionaler Veranstaltungen auch kulturelle Größen wie Hermann Nitsch, Alfred Hrdlicka, Oswald Oberhuber, Hans Staudacher, Daniel Spoerri in das Kulturhaus gebracht hat. Seinen musikalischen Schwerpunkt legt der Kulturverein auf Brass und Jazz. So ist zum Beispiel Erich Kleinschuster nicht nur oft auf der Bühne, sondern hin und wieder auch im Publikum zu sehen. In den Sommermonaten bietet das Greith-Haus eine alljährliche Großausstellung. Im Sommer 2007 feierte Gerhard Roth seinen 65. Geburtstag mit einer Fotoausstellung von Bildern aus den Jahren seines Landaufenthalts zwischen 1976 und 2006 im und mit dem Greith-Haus.